# Auxis rochei rochei
Il biso o tombarello (Auxis rochei o Auxis rochei rochei) è un pesce di mare della famiglia Scombridae. Il nome comune è condiviso con Auxis thazard.

## Distribuzione e habitat
Presente in tutti gli oceani, nelle fasce tropicali e temperate calde. In oceano Atlantico giunge a nord fino allo stretto di Gibilterra (raramente fino al golfo di Guascogna. È presente anche nel mar Mediterraneo dove non è comune e, molto spesso, confuso con il congenere Auxis thazard thazard al quale assomiglia molto come habitat e come abitudini di vita.

## Descrizione
Estremamente simile al tombarello comune da cui si può distinguere per la diversa forma delle ornamentazioni scure sul dorso (disegni reticolati e sottili nel thazard e larghi e verticali nel rochei) e per le pinne pettorali corte che non giungono all'altezza del disegno del dorso.

## Alimentazione
A base di piccoli pesci pelagici ed anche di plancton.

## Riproduzione
Uova e larve sono pelagiche.

## Pesca
Simile in tutto e per tutto a quella praticata per il congenere.